# 格拉德费斯
格拉德费斯，是西班牙卡斯蒂利亚-莱昂莱昂省的一个市镇。 总面积206平方公里，2001年普查人口總數為1272人，人口密度為每平方公里6人。